# Дэрэску, Николае
Николае Дэрэску (рум. Nicolae Dărăscu; 18 февраля 1883, Джурджу, Королевство Румыния — 14 августа 1959, Бухарест) — румынский художник, импрессионист и неоимпрессионист. Педагог, профессор Академии изящных искусств в Бухаресте (1936—1950).

## Биография
В 1902—1906 годах обучался живописи в Национальной школе изящных искусств Бухареста под руководством Джордже Деметреску Миреа. Получив стипендию, продолжил учёбу в Париже в Академии Жюлиана на курсе Жана-Поля Лорана. Среди его сокурсников
было немало известных впоследствии румынских художников, среди которых Жан Александр Стериади, Ион Теодореску-Сион, Камиль Рессу.
Год спустя занимался в Школе изящных искусств (École des Beaux-Arts) у Люка-Оливье Мерсона.
Совершил путешествие по Европе, жил на юге Франции (Тулон и Сен-Тропе, 1908), в Венеции (1909). В 1913 в Румынии вернулся на родину, жил в Балчике Южной Добрудже (1919).
В 1917 году Н. Дэрэску, совместно с другими молодыми румынскими художниками и скульпторами — Камилем Рессу, Оскаром Ганом, Штефаном Димитреску, Иосифом Исером, Мариусом Бунеску, Димитрие Пачиуреа, Корнелом Медря и Ионом Жаля — организовал в Яссах художественную группу Румынское искусство (Arta Română) .
Поддерживал постоянные контакты с художниками других европейских стран, посещал крупные художественные музеи, в поисках новых форм художественного самовыражения.

## Творчество
Известный художник-пейзажист, мастер натюрморта, картины которого написаны в импрессионистической манере.
В 1910 году выставлял свой автопортрет на выставке Парижского общества французских художников. В 1936 году организовал персональную выставку, на которой экспонировал 86 работ.

## Избранные картины
- «Palat venetian»
- «Calea Victoriei pe ploaie»
- «Cimitir turcesc»
- «Peisaj argesean»
- «Vedere din Arges»
- «Scoala romaneasca»

## Галерея
|  |  |  |  |  |